# Ван Сиюй
Ван Сию́й (кит. упр. 王曦雨, пиньинь Wáng Xīyǔ; род. 28 марта 2001, Тайсин, Китай) — китайская теннисистка; победительница одного турнира WTA в одиночном разряде; победительница одного юниорского турнира Большого шлема в одиночном разряде (Открытый чемпионат США-2018) и одного в парном разряде (Уимблдон-2018); бронзовый призёр летних юношеских Олимпийских игр 2018 года; бывшая первая ракетка мира в юниорском рейтинге.

## Профессиональная карьера
Ван дебютировала в женском цикле ITF в 2016 году в Эннинге в качестве игрока с уайлд-кард. Несмотря на поражение в своем первом матче, уже на следующей неделе она дошла до полуфинал на турнире в том же городе. В октябре 2017 года она дебютировала в основной сетке WTA-тура на Открытом чемпионате Тяньцзиня 2017, где также одержала свою первую победу над Данкой Ковинич.
Сезон 2018 года стал для неё прорывом. В начале сезона она дошла до четвертьфинала 60-тысячнике ITF в Берни, а вскоре после этого сыграла на Премьер-турнире в Майами, но не смогла пройти квалификацию. В апреле она одержала свою первую победу на турнире серии WTA 125, победив Наоми Броуди. В августе она завоевала свой первый титул ITF в одиночном разряде, победив Барбару Штефкову в финале турнира в Нонтхабури. На юношеских летних Олимпийских играх 2018 года, в Буэнос-Айресе, Ван в парном турнире среди девушек стала обладательницей бронзовой медали.
В марте 2019 года Ван дебютировала в основной сетке Премьер-турниров, пройдя во второй круг в Майами и победив Монику Пуч в первом раунде. В этом же году она впервые в карьере вышла в основную сетку Открытого чемпионата США, но в первом раунде проиграла Кирстен Флипкенс.
На Открытом чемпионате Австралии 2022 года она одержала свою первую победу на «мэйджорах», выиграв у участницы квалификации Виктории Кужмовой. 13 июня 2022 года китайская спортсменка вошла в топ-100. В этом же году она дебютировала на Уимблдоне, где проиграла в первом раунде другой дебютантке этого мэйджора Юлии Нимайер. В августе 2022 года Ван победила Марию Саккари, посеянную под третьим номером, и вышла в третий круг Открытого чемпионата США, но уступила Алисон Риске.
В 2023 году китаянка одержала ряд побед на уровне WTA 1000 против 30 лучших теннисисток. Обыгрывала Бьянку Андрееску и Ирину-Камелию Бегу, побеждала Тейлор Таунсенд. На Открытом чемпионате США по теннису 2023 года Ван в первом раунде одержала победу над Викторией Грунчаковой, но уже в следующем матче уступила Бернарде Пере из США.

## Итоговое место в рейтинге WTA по годам
| Год  | Одиночный рейтинг | Парный рейтинг |
| 2023 | 72                | 226            |
| 2022 | 50                | 655            |
| 2021 | 128               | 510            |
| 2020 | 123               | 591            |
| 2019 | 143               | 460            |
| 2018 | 200               | 309            |
| 2017 | 592               | 564            |

## Выступления на турнирах

### Финалы турнировWTAв одиночном разряде (2)

#### Победы (1)
| Легенда:                    |
| --------------------------- |
| Турниры Большого шлема (0)* |
| Олимпиада (0)               |
| Итоговый турнир WTA (0)     |
| WTA 1000 Mandatory (0)      |
| WTA 1000 (0)                |
| WTA 500 (0)                 |
| WTA 250 (1)                 |

| Титулы по покрытиям | Титулы по месту проведения матчей турнира |
| ------------------- | ----------------------------------------- |
| Хард (1)*           | Зал (0)                                   |
| Грунт (0)           | Зал (0)                                   |
| Трава (0)           | Открытый воздух (1)                       |
| Ковёр (0)           | Открытый воздух (1)                       |

* количество побед в одиночном разряде.
| №  | Дата             | Турнир          | Покрытие | Соперница в финале | Счёт    |
| 1. | 23 сентября 2023 | Гуанчжоу, Китай | Хард     | Магда Линетт       | 6-0 6-2 |

#### Поражения (1)
| №  | Дата         | Турнир     | Покрытие | Соперница в финале | Счёт       |
| 1. | 3 марта 2024 | Остин, США | Хард     | Юань Юэ            | 4-6 6-7(4) |